# 中国语言地图集
《中国语言地图集》是由中国社会科学院语言研究所和澳洲人文科學院合作，组织方言研究人员在方言调查、资料整理分析的基础上，于1983年开始编制，1987年完成的中国各地区语言使用分布情况的地图集。该书由中國社會科學院語言研究所李荣、熊正辉、张振兴担任主编，香港朗文（远东）出版公司于1987年和1991年分两次出版，2012年由商務印書館發行第二版。

## 内容
《中国语言地图集》共有36幅四开彩色地图，每幅图均附有详细文字说明，并提供人口统计、参考书目等资料。36幅图依次分为A、B、C三组。A组图宏观描绘了中国境内汉语方言和少数民族语言的地域分布概貌，B组图描绘汉语方言的分布情况，C组图描绘少数民族语言的分布情况。
- A组
  - A1 中国语言图
  - A2 中国汉语方言图
  - A3 中国少数民族分佈图
  - A4 中国少数民族语言分佈图
  - A5 广西壮族自治区语言分佈图
- B组
  - B1 官话之一 东北地区
  - B2 官话之二 北京市 天津市 河北省 山东省西部
  - B3 官话之三 河南 山东 皖北 苏北
  - B4 官话之四 陕西 甘肃 青海 宁夏
  - B5 官话之五 新疆维吾尔自治区
  - B6 官话之六 西南地區
  - B7 晋语 山西省及其附近地区
  - B8 东南地区的汉语方言[2]
  - B9 吴语 浙江 上海 苏南
  - B10 安徽南部汉语方言
  - B11 江西省与湖南省的汉语方言
  - B12 闽语 福建 台湾 粤东 海南
  - B13 广东省的汉语方言
  - B14 广西壮族自治区汉语方言
  - B15 客家话
  - B16a 汉语方言：東南亞島國
  - B16b 汉语方言：海外分佈
- C组
  - C1 中国北方少数民族语言分佈图
  - C2 蒙古语族语言图
  - C3 蒙古语方言图
  - C4 突厥语族语言图
  - C5 满通古斯语族语言图
  - C6 中国南方少数民族语言分佈图
  - C7 壮侗语族语言图
  - C8 苗瑶语族语言图
  - C9 苗语方言图
  - C10 藏缅语族语言图
  - C11 藏语方言图
  - C12 广西壮族自治区少数民族语言图
  - C13 云南省少数民族语言分佈图
  - C14 海南岛少数民族语言分佈图 台湾島少数民族语言分佈图

## 創舉
《中国语言地图集》首次用大型彩色地圖和詳細文字說明相結合的方式繪製了中國的語言分佈圖；提出了將漢語方言劃分為方言大區、方言區、方言片、方言小片、方言點的五級劃分法，使漢語方言的分區更為細密；提煉了“古入聲字的演變”和“古全濁聲母字的演變”兩條劃分漢語大區和方言區的基本標準，大體上能反映漢語各方言語音的結構特點和歷史演變規律，而且便於操作。